# Willy Van Neste

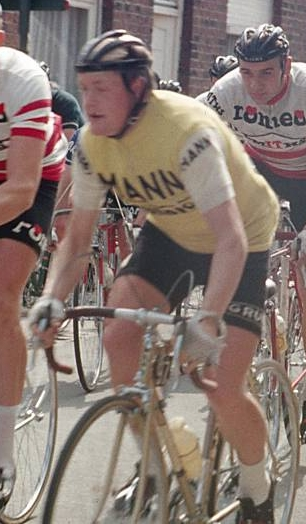
Willy Van Neste – 1967

Willy Van Neste (* 10. März 1944 in Zwevezele, Belgien) ist ein ehemaliger belgischer Radrennfahrer.

## Sportliche Laufbahn
Nachdem van Neste als Radamateur 1966 die Tour de Namur sowie die neunte Etappe der Friedensfahrt gewann und Gesamtwertungsvierter wurde, Gesamtsiebter der Tour de l’Avenir und Sechster des Straßenrennens der Weltmeisterschaften auf dem Nürburgring werden konnte, wechselte er 1967 ins Profilager zum Rennstall Leroux–Terrot.
In seinem ersten Jahr als Berufsfahrer startete Van Neste in der belgischen Nationalmannschaft bei der Tour de France 1967, wo er die 2. Etappe gewann und für einen Tag das Gelbe Trikot übernahm. Die Tour de France bestritt er siebenmal und beendete sie 1970 als 16., 1971 als 70., 1972 als 33. und 1974 auf dem 24. Platz. 1967, 1969 und 1973 schied er vorzeitig aus.
Seine beste Platzierung bei einer Grand Tour gelang van Neste als Gesamtfünfter des Giro d’Italia 1968. Im Jahr 1970 gewann er die Gesamtwertung der Vier Tage von Dünkirchen. Er siegte 1972 bei der Meisterschaft von Zürich. Beim Klassiker Gent-Wevelgem belegte er 1968 den zweiten Platz, Dritter wurde er bei Dwars door Vlaanderen 1969.
Seine Radsportkarriere beendete er 32-jährig nach der Saison 1976 beim niederländischen Frisol-Team.

## Erfolge
1965
- Gesamtwertung und zwei Etappen Tour de Namur

1966
- eine  Etappe Friedensfahrt

1967
- eine Etappe Tour de France
- eine Etappe Katalonien-Rundfahrt

1969
- eine Etappe Belgien-Rundfahrt

1970
- Gesamtwertung Vier Tage von Dünkirchen

1972
- Meisterschaft von Zürich

1973
- eine Etappe Étoile des Espoirs